# Elezioni presidenziali negli Stati Uniti d'America del 1944
Le elezioni presidenziali negli Stati Uniti d'America del 1944 si svolsero il 7 novembre, durante la seconda guerra mondiale. La sfida oppose il candidato repubblicano Thomas E. Dewey e il presidente democratico uscente Franklin D. Roosevelt.
Con la vittoria degli Alleati ormai chiara, il tema della seconda guerra mondiale fu concentrato principalmente sulla ricostruzione postbellica. Altre questioni importanti furono il New Deal e le condizioni di salute di Roosevelt.
Nonostante i margini meno ampi delle elezioni precedenti, Roosevelt ottenne comunque una vittoria decisiva. Fu l'unico presidente americano ad ottenere più di due mandati. Al tempo il limite era una tradizione e non ancora parte della Costituzione.
Roosevelt morì pochi mesi dopo l'elezione, lasciando un mandato quasi intero al vice Harry Truman, che concluse la guerra autorizzando i controversi bombardamenti atomici di Hiroshima e Nagasaki. Dopo il conflitto, il nuovo presidente dettò una linea fortemente anticomunista e interventista, nota come dottrina Truman, che gettò le basi per la guerra fredda.

## Storia

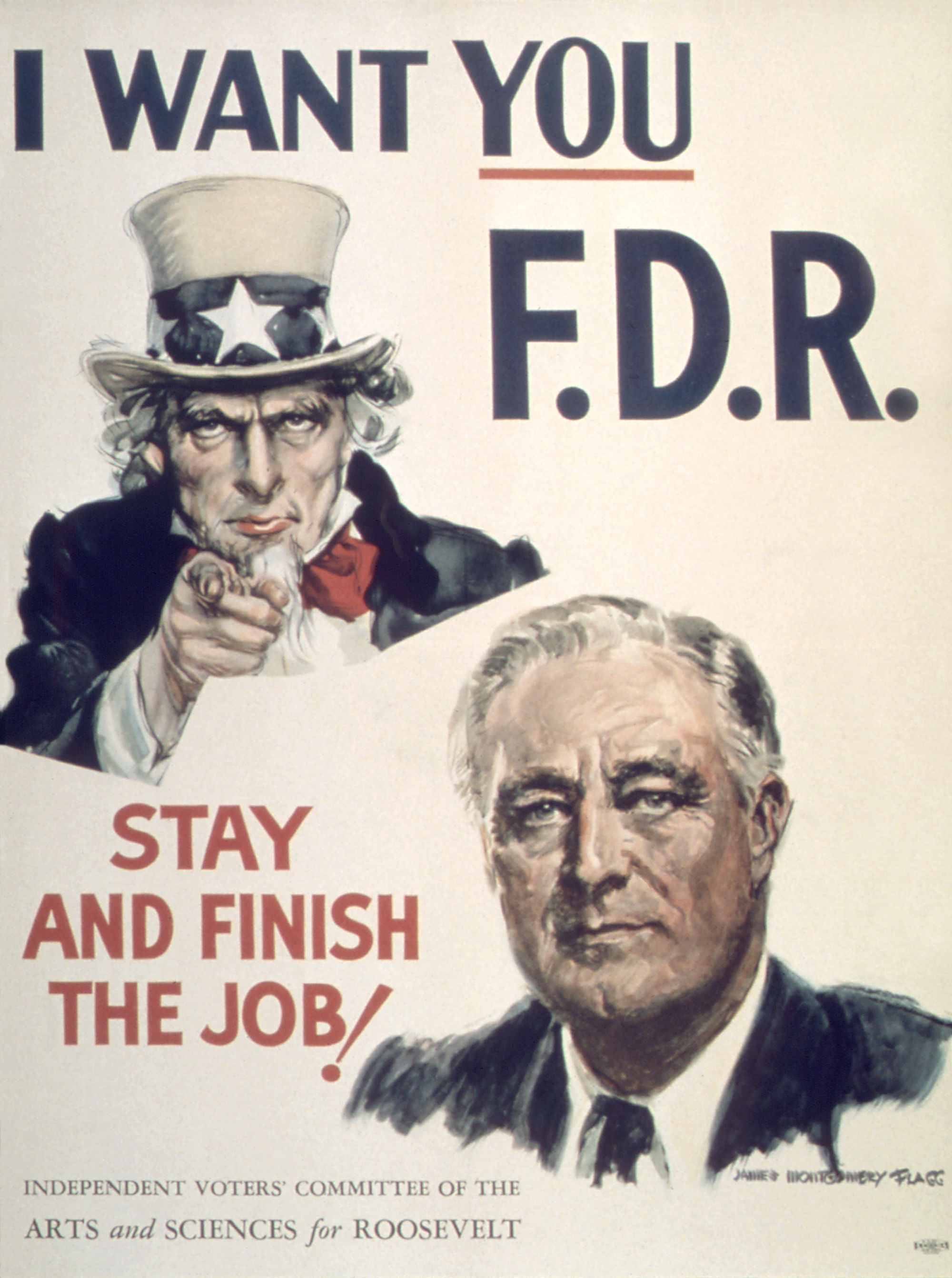
Manifesto di propaganda elettorale a favore di Roosevelt

Con l'esito della seconda guerra mondiale sempre più chiaro, la popolarità di Roosevelt rimase stabile, e nonostante le condizioni di salute sempre più precarie, scelse di rimanere il candidato democratico per le elezioni. I repubblicani scelsero il moderato Thomas E. Dewey, al tempo Governatore di New York.
Per la terza volta nella storia degli Stati Uniti, e per la seconda consecutiva, entrambi i candidati dei partiti principali provenivano dallo Stato di New York: era già accaduto, oltre che quattro anni prima, anche nel 1904. Anche nel 1920 i principali candidati provenivano dal medesimo Stato, ma si trattava dell'Ohio.
In politica interna le riforme del New Deal, ormai non più in espansione, furono uno dei principali bersagli di Dewey. I repubblicani favorivano un minore ruolo del governo nell'economia americana.
Le condizioni di salute del presidente furono oggetto di frequenti discussioni e un tema ricorrente della campagna elettorale repubblicana. Come risposta, i gestori della campagna democratica organizzarono una serie di comizi e manifestazioni per cercare di contrastare i dubbi sulla salute di Roosevelt.

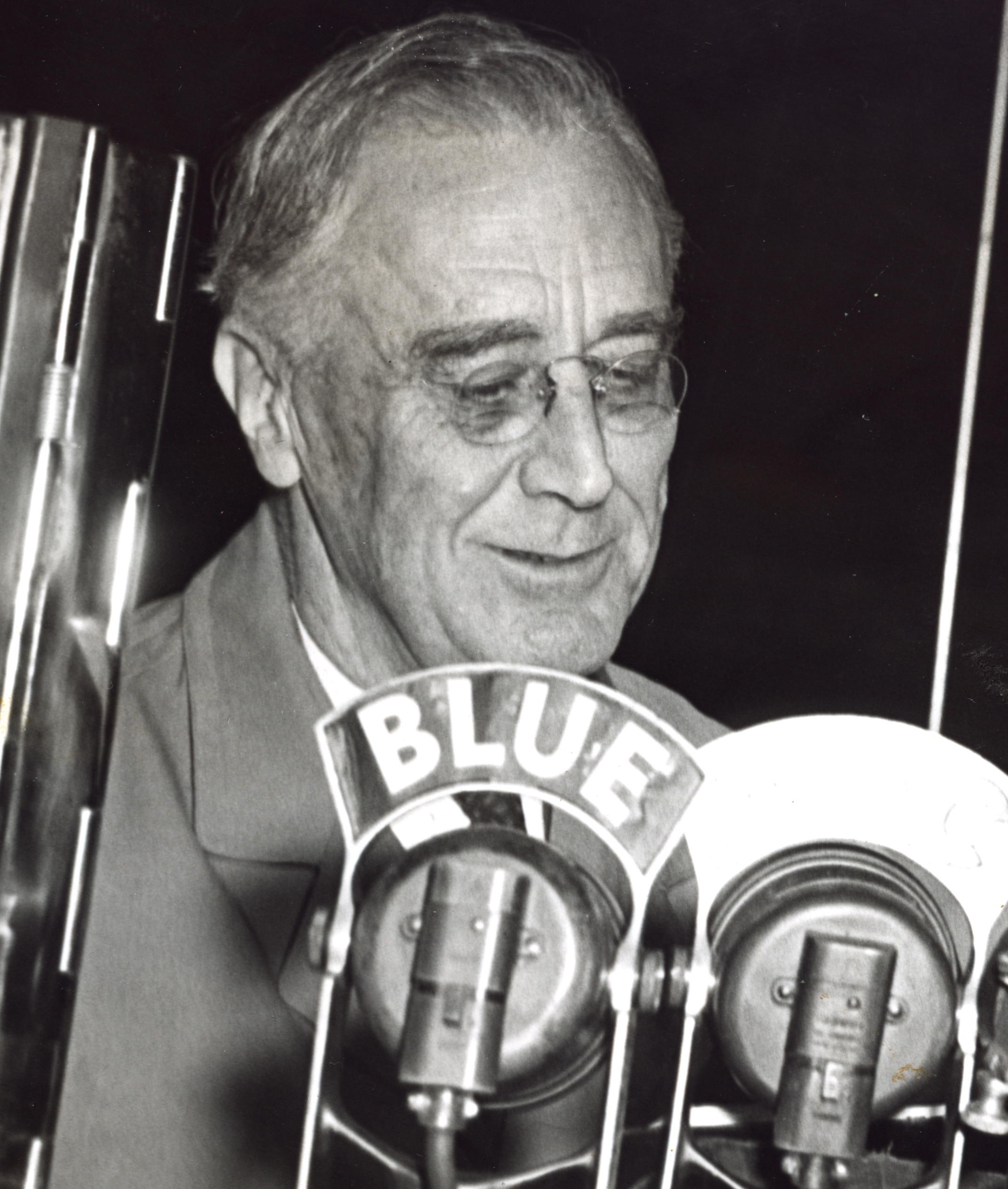
Roosevelt pochi giorni prima della tornata elettorale

Anche se con margini meno ampi rispetto alle elezioni precedenti, Roosevelt ottenne una vittoria decisiva, vincendo il voto popolare e ottenendo oltre 400 grandi elettori, e fu eletto per un quarto mandato. Fu l'unico presidente ad essere eletto per più di due mandati. Al tempo una tradizione, negli anni '50 il limite di due mandati fu aggiunto alla Costituzione.
Roosevelt, già da tempo fisicamente debole e in declino, morì nell'aprile del 1945, pochi mesi dopo l'elezione e poco prima della fine del conflitto, lasciando un mandato quasi intero al vicepresidente Harry Truman. Poche settimane dopo la morte del presidente, Truman prese la controversa decisione di autorizzare i bombardamenti atomici di Hiroshima e Nagasaki.
Dopo la fine del conflitto, Truman dettò una linea fortemente anticomunista e interventista, nota come dottrina Truman, cambiando radicalmente la politica estera statunitense e gettando le basi per le tensioni e gli schieramenti politici che caratterizzarono la guerra fredda.

## Risultati
| Candidati                  | Candidati            | Partiti              | Voti       | %     | Delegati |
| Presidente                 | Vicepresidente       | Partiti              | Voti       | %     | Delegati |
| -------------------------- | -------------------- | -------------------- | ---------- | ----- | -------- |
| Franklin D. Roosevelt (NY) | Harry S. Truman (MO) | Partito Democratico  | 25 612 916 | 53,39 | 432      |
| Thomas E. Dewey (NY)       | John W. Bricker (OH) | Partito Repubblicano | 22 017 929 | 45,89 | 99       |
| N/A                        | N/A                  | Texas Regulars Party | 135 439    | 0,28  | –        |
| Norman Thomas              | Darlington Hoopes    | Socialista d'America | 79 017     | 0,16  | –        |
| Claude A. Watson           | Andrew Johnson       | Proibizionista       | 74 758     | 0,16  | –        |
| Altri candidati            | -                    | -                    | 57 004     | 0,12  | –        |
| Totale                     | Totale               | Totale               | 47 977 063 | 100   | 531      |